# Foreningen af Sydslesvigs studerende
Foreningen af Sydslesvigs Studerende (FSS) blev oprettet i Egernførde i Sydslesvig i 1949 af Ewald Jacobs, Vilhelm Tams Jørgensen, Hans Witt,  E. Heumann og Hans Detlev Langmaack. Senere spillede den senere historieprofessor i Roskilde og generalkonsul i Flensborg Lorenz Rerup en fremtrædende rolle inden for foreningen. 
Foreningen havde til formål at skabe sammenhold mellem de sydslesvigske studerende ved universiteter, højere læreanstalter, seminarier o.l. og holde kontakten med hjemstavnen og moderlandet ved lige. Gennem udgivelse af medlemstidsskriftet Front og Bro (1950-62) øvede foreningen en betydelig indflydelse på grænselandsdebatten i 1950'erne. Front og Bro indtog, inspireret af højskolebevægelsen og det nordiske samarbejde, et folkeligt synspunkt og stod dermed i modsætning til den mere traditionelle nationale instrumentalisering af grænselandet og Sydslesvig som danskhedens spydspids imod det tyske. Selve begrebsparret front og bro stammer fra den navnkundige redaktør af Flensborg Avis, Ernst Christiansen, selv om ideen kan spores tilbage til rigsarkivar A.D. Jørgensen, der talte om Sønderjyllands dobbelte funktion som dige og bro mellem Danmark og Tyskland. I stedet for at se grænselandet som en nationalpolitisk slagmark betonende man, hvordan grænsekampen med underskrivelsen af København-Bonn-erklæringerne i 1955 var gået ind i en ny fase, og at grænselandet både måtte fungere som front imod og bro til det tyske og dermed til Europa. 
Pga. interne og økonomiske problemer ophørte tidsskriftet med at udkomme i 1962, og foreningen fortsatte med at udgive det noget mindre ambitiøse FSS-nyt, der primært skulle fungere som medlemsblad for foreningen.
I 1971 blev forenigen nedlagt.